# Giuseppe de Blasiis
Giuseppe de Blasiis (Sulmona, 5 aprile 1832 – Napoli, 29 aprile 1914) è stato uno storico e patriota italiano.

## Biografia
Giuseppe de Blasiis nacque in Abruzzo da Michele de Blasiis, giudice istruttore, e da Elisabetta Fawals, di origine inglese e di religione quacchera. Studente nel seminario di Salerno, nel 1848, all'età di 16 anni tentò di recarsi a Roma per partecipare alla difesa della Repubblica Romana, ma venne fermato dalla polizia a Napoli e riportato a casa. Nel 1851 si laureò in giurisprudenza all'Università di Napoli, ottenne il patrocinio presso la Gran Corte civile di Napoli, ossia il tribunale d'appello di Napoli con giurisdizione civile; ma si dedicò soprattutto agli studi storici e letterari, in particolare agli studi danteschi, secondo l'esempio di Carlo Troya. 
Nel 1854 si imbarcò su di una nave greca per raggiungere Costantinopoli e combattere nella guerra di Crimea. Fu catturato dai russi nell'Armenia russa; rimase due mesi in carcere a Erevan, quindi fu condotto poi a Tiflis e a Pietroburgo, dove l'intervento di Gennaro Capece Galeota, ministro del Regno delle Due Sicilie presso la corte russa, gli permise di ottenere un passaporto per tornare in patria, ma divenne un sorvegliato politico. Nel 1856 fu consigliere d'intendenza a Teramo, frequentò la biblioteca "Melchiorre Dèlfico" e si dedicò agli studi letterari e storici. Per Benedetto Croce, De Blasis fu un autodidatta che «dopo una giovinezza di patriota e quasi di venturiere che lo portò perfino a combattere volontario nell'esercito turco durante la guerra di Crimea, si dié alla storia, valendosi delle raccolte e dissertazioni muratoriane». Nel 1857 gli venne attribuito il "Premio Tenore" dell'Accademia Pontaniana per uno studio su Pier della Vigna. In quest'opera De Blasiis considerava il regno di Federico II come il periodo più favorevole alla nascita di «un'Italia monarchica e indipendente [...] ma fu [...] impedito nella sua tendenza unificatrice soprattutto dal Papato».
Nel 1860, nel corso della liberazione del Meridione, fu messo da Garibaldi a capo della Legione del Matese, con la quale combatté a Benevento, al Volturno e a Caserta; successivamente partecipò alla repressione dei moti filoborbonici di Ariano Irpino e di Bonito. Dopo l'annessione fu bibliotecario nella Nazionale di Napoli e si dedicò al compimento della sua opera sulla conquista normanna nelle Puglie. In quest'opera De Blasiis «procura di dare risalto a un fattore che gli storici precedenti avevano negletto, alle popolazioni meridionali, le quali col loro insorgere contro il dominio bizantino spianarono la via ai conquistatori e unificatori normanni».
Dal 1861 De Blasiis ottenne da Francesco de Sanctis, ministro della pubblica istruzione, l'incarico di "Storia nazionale" all'Università di Napoli, divenne professore ordinario di "Storia moderna" nel 1867 e continuò l'insegnamento fino al suo pensionamento nel 1901. A giudizio di Antonella Venezia, Giuseppe de Blasiis «animo umbratile e riservato mal tollerava gli impegni accademici, tanto che spesso fu richiamato dal ministero dell'Istruzione per le frequenti assenze». Profuse invece un notevole impegno nella Società Napoletana di Storia Patria (SNSP), di cui fu segretario dal 1876 e presidente dal 1900 al 1914. La maggior parte dei suoi lavori, caratterizzati secondo Benedetto Croce da uno stile «colorito e ritmato al modo ora dell'epopea ora del romanzo storico [...] con ineguaglianze e inesattezze di citazioni», furono pubblicati per lo più sull'«Archivio storico per le province napoletane», la rivista della SNSP. I suoi migliori saggi apparsi nelle riviste furono raccolti in volume dal Torraca e pubblicati nel 1908 col titolo Racconti di storia napoletana.
È sepolto a Napoli, nel recinto degli uomini illustri del cimitero monumentale di Napoli.

## Opere
- Della vita e delle opere di Pietro della Vigna : ricerche istoriche, Napoli, Stab. tip. dell'Ancora, 1860.
- La insurrezione pugliese e la conquista normanna nel secolo XI., 3 voll., Napoli, Alberto Detken, 1864-1873.
- Le pergamene bizantine degli archivi di Napoli e di Palermo, Galileiana, 1866.
- Le case dei principi angioini nella piazza di Castelnuovo, Napoli, Giannini, 1887.
- Cronicon Siculum incerti authoris ab anno 340 ad annum 1396 in forma diarii ex inedito codice Ottoboniano Vaticano, cura et studio Josephi De Blasiis, Neapoli, Ex Typ. Francisci Giannini Et Fil., 1887.
- Racconti di storia napoletana, prefazione di Francesco Torraca, Napoli, F. Perrella, 1908.
- Napoli nella storia e nella vita, Napoli, Comune, 1916.
- Pomponio de Algerio nolano arso in Roma per condanna del S. Offizio nel 1556, prefazione di Franco Manganelli, Napoli, Istituto grafico editoriale italiano, 2004.